# Segle d'or espanyol
L'anomenat segle d'or espanyol és un període de gran vitalitat literària i artística a Espanya que se sol identificar amb el segle xvii, tot i que alguns autors inclourien des del 1492, data del descobriment d'Amèrica o de la Gramática castellana de Nebrija fins a la mort de Calderón el 1681. El primer que parlà d'un segle d'or espanyol va ser l'hispanista nord-americà George Ticknor en la seua Història de la literatura espanyola, al·ludint al famós mite d'Hesíode.
En història de l'art, el període s'assimila al renaixement espanyol i començaments del barroc. Aquesta esplendor artística, especialment la segona part (o estrictament el segle XVII), coincideix amb el començament del declivi polític de l'imperi Espanyol.

## Definició
El terme «Segle d'Or» es va utilitzar per primer cop per l'historiador, arqueòleg, antòleg i escriptor il·lustrat Luis José Velázquez (1722 – 1772), marquès de Valdeflores, a Orígenes de la poesías castellana (1754) quan va afirmar: «[…] Esta tercera edad fue el siglo de oro de la poesía castellana; siglo en que no podía dejar de florecer la buena poesías, al paso que habían llegado a su aumento las demás buenas letras. Se leían, se imitaban y se traducían los mejores originales de los griegos y latinos». Poc després, el 1768, Juan José López de Sedano escriuria a Parnaso español: «Ha parecido más conveniente tomar para la elección de los poetas la época del siglo de oro de nuestra poesía; esto es, desde los principios del siglo XVI, en que Boscán i Garcilaso introdujeron en ella el buen gusto, sacándola de su antigua rudeza, hasta mediado el siglo XVII, época infeliz de la decadencia de nuestra poesía y nuestra literatura, hasta el presente, como principio del restablecimiento». Xavier Lampillas va escriure: «Desafío al más docto que busque en cualquiera nación un siglo entero que merezca este bello título con más justicia que el siglo XVI de la España. Tiempo en que llegó a lo sumo del honor la gloria militar, mantenida por tantos capitanes esforzados, cuantos nunca vieron unidos Grecia ni Roma; y en que las conquistas de las armas españolas excedieron los límites de las de los Alejandros y los Césarés» (Ensayo histórico-apologético de la literatura española contra las opiniones preocupadas de algunos escritores modernos italianos (1782 – 1786).
Pel filòleg Alberto Blecua, «parece más conveniente utilitzar el término Siglo de Oro, Edad de Oro o Siglos de Oro referido exclusivamente a un periodo de la literatura española sin limitación temporal exacta, pero que incluiría, por lo menos, la producción literaria comprendida entre Garcilaso i Calderón. O lo que es lo mismo, el término subsumiría los dos culturales de Renacimiento y Barroco, y los puramente cronológicos, más asépticos, de siglo XVI y siglo XVII».

## Literatura

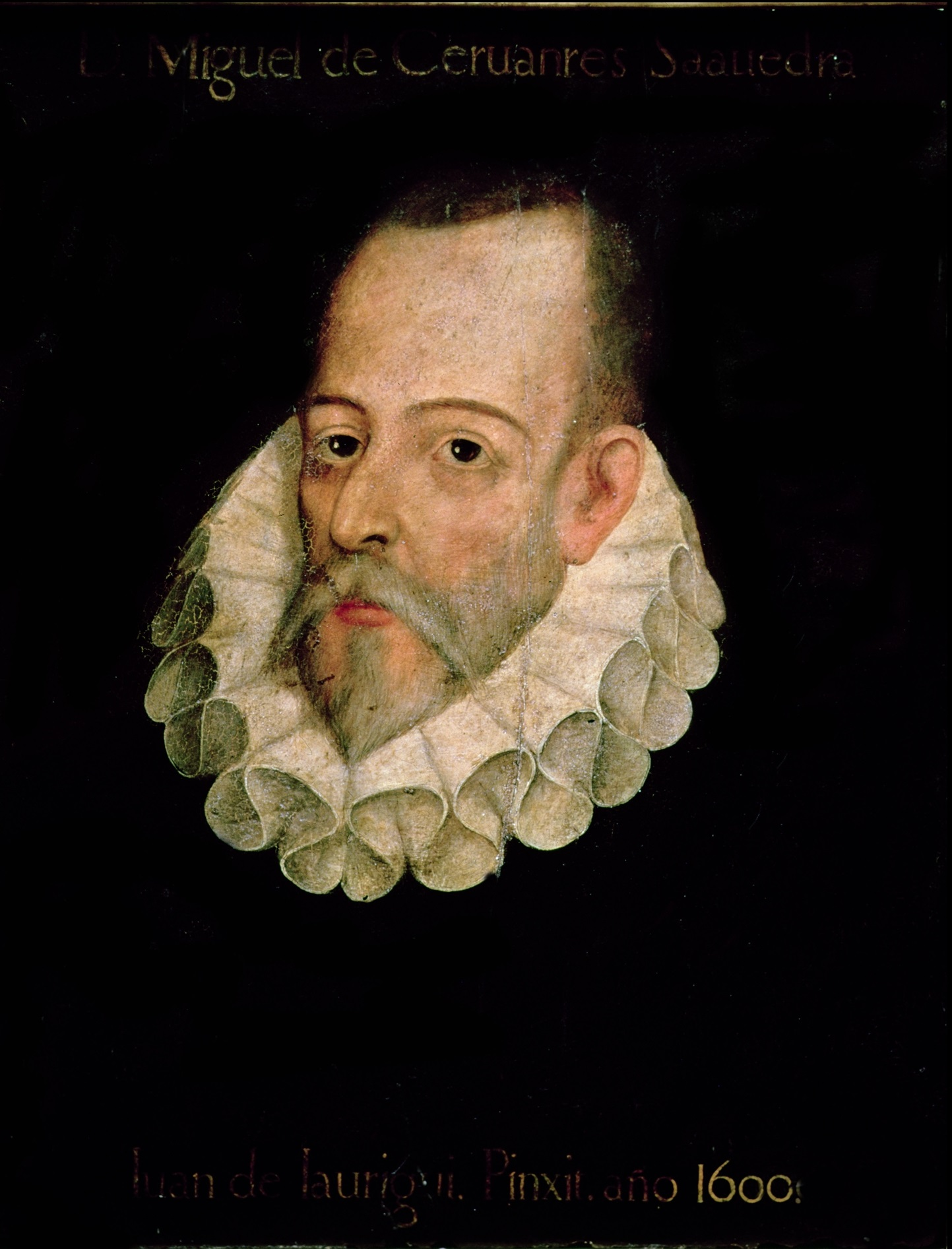
Miguel de Cervantes.

A la literatura castellana, el renaixement i el barroc es van expressar en la literatura a través d'una gran onada d'italianisme que va envair la literatura i les arts plàstiques durant el segle xvi i, posteriorment, durant el segle xvii, en l'expressió literària a través de les estètiques del conceptisme i del culteranisme, expressada la primera en la poesia de Francisco de Quevedo i la segona en la lírica de Luis de Góngora. L'una es distingia per la complexitat de les idees, expressada sobretot en paradoxes i el·lipsis. L'altra, per la complexitat sintàctica, sobretot per l'ús constant de l'hipèrbaton, que la fa de molt difícil lectura, referint-se a un món mitològic idealitzat, en tant la conceptista al·ludia al desgastant present. Ambdues semblen no obstant les cares d'una mateixa moneda que intentava quiratar l'expressió per a fer-la més difícil i cortesana.
Félix Lope de Vega va escriure més de mil peces teatrals, a més de novel·les i poemes. Lope va ser mestre del sonet.
Miguel de Cervantes, autor d'El Quixot, s'inclou també, en el Segle d'Or, car aquesta obra va ser publicada al principi del segle xvii. Menys apreciat que els poetes i dramaturgs per les generacions immediatament posteriors, va crear un "monument de la llengua castellana" i va reflectir les tensions i contradiccions d'un segle en què combregaven l'alt i el baix, l'espiritual i el material, la metafísica i la picaresca, com ho demostren així mateix Francisco de Quevedo i Góngora, autors de corrandes satíriques i burlaneres a la parell dels seus poemes cultes. Quevedo va portar a la cima la figura del guilopo amb la seua novel·la "La vida del buscón llamado don Pablos".
Sobreïx també en teatre Pedro Calderón de la Barca, i com a autor de prosa satírica i moral, Baltasar Gracián. Fray Luis de León va ser un altre dels poetes de notable importància en aquest període, i no menys important, el místic Sant Joan de la Cruz. Entre els autors del barroc hispanoamericà destaquen "l'Inca" Garcilaso de la Vega i la religiosa Sor Juana Inés de la Cruz.
El Segle d'Or va ser apreciat des del segle xviii no sols com "edat daurada" irrepetible, sinó com el naixement de la moderna literatura en llengua castellana, la que va assentar les seues bases en el pas de les formes medievals i populars a les més elaborades i complexes.

## Teatre

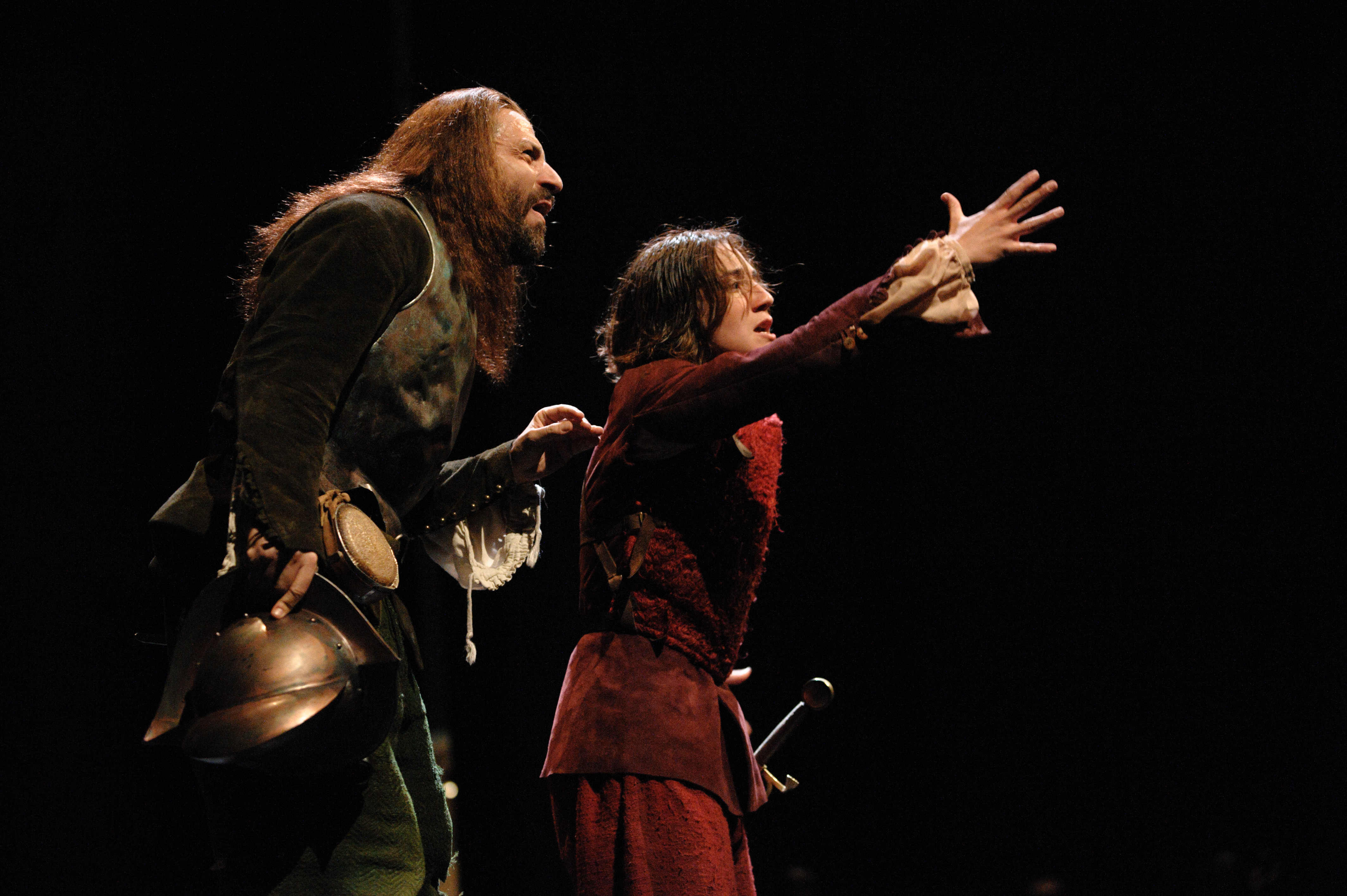
Escena de La vida es sueño, al Festival Internacional del Teatro Clásico de Almagro el 2012

El segle d'or del teatre espanyol es troba en el context de la commedia dell'arte i del teatre barroc a tot Europa, tenint a Shakespeare a Anglaterra, per exemple. En català s'ha acabat ja el segle d'or valencià, però els autors d'aquest influeixen a Lope de Vega. Ell posa de moda a Espanya l'anomenada Comedia Nueva, una obra teatral que es divideix sempre en tres actes: plantejament, nus i desenllaç; barreja elements tràgics i còmics; trenca amb la unitat de temps i espai de les normes clàssiques; trenca la divisió entre tragèdia i comèdia; la mètrica pot variar; alguns temes usuals són l'amor, la gelosia i l'honor; i els personatges segueixen arquetips com la dama, l'agressor o el graciós.
Destaca la Tragicomedia de Calisto y Melibea, popularitzada com La Celestina. Com a autors de textos teatrals destaquen Juana Inés de la Cruz, Calderon de la Barca i Lope de Vega, "el Fènix dels Enginys", que va escriure prop de mil cinc-centes obres teatrals.

## Pintura i escultura
En les arts plàstiques destaca la pintura, amb uns irrepetibles Velázquez i Bartolomé Esteban Murillo, El Greco, Zurbarán i molts altres. En l'escultura cal esmentar a Gregorio Fernández, Juan de Juni…

## Música
En la música pot citar-se una gran quantitat de noms, des de Juan del Enzina, fins a Luis Venegas d'Henestrosa, sense menysprear a Francisco de Salinas, del que no s'ha conservat cap partitura. D'altres compositors de renom són Tomás Luis de Victoria, Ginés Pérez de la Parra, Lluís del Milà o Alonso Lobo que participaren en el desenvolupament de la música del renaixement i dels estils com el contrapunt o la música polifònica, amb una gran influència en la música barroca. Menys influència dintre d'aquesta època tingué el coetani poeta i músic sevillà Juan de Arguijo (1564-1628).

## Extensió territorial i altres segles d'or
Encara que el nom habitual per a aquest període és segle d'or espanyol, la immensa majoria dels artistes esmentats són originaris de Castella i uns pocs de les colònies castellanes a Amèrica. Per tant, la Corona d'Aragó queda majoritàriament al marge d'aquest segle d'or, bé perquè en literatura les obres en llengües que no són el castellà no s'hi consideren o bé perquè a la Corona d'Aragó existeix als segles xvi i xvii una decadència política i cultural, per la supremacia de Castella i del castellà en l'estat creat per la fusió dels regnes de Castellà i d'Aragó a finals del segle xv. De fet, aquesta decadència de la Corona d'Aragó ve a continuació de la seva època d'esplendor (segles XIII, XIV i XV) i expansió en la mar Mediterrània, donant també una època daurada a la llengua catalana: el segle d'or valencià.
Tanmateix, trobem un cert nombre d'autors valencians que, per bé que no en primera fila, fan aportacions d'interès a la literatura en castellà: els dramaturgs valencians Guillem de Castro, Gaspar d'Aguilar, Cristòfor de Virués, Andreu Rei d'Artieda, entre d'altres, que van influir molt en la pràctica teatral de Lope de Vega; Joan Timoneda, autor de diversos aplecs de narracions breus de molt d'èxit com ara El Patrañuelo; Gaspar Gil Polo, autor de la Diana enamorada, novel·la pastoral en la línia de Los siete libros de la Diana de Jorge de Montemayor; etc.